# Courlevon
Courlevon is een voormalige gemeente en plaats in het Zwitserse kanton Fribourg, en maakt deel uit van het district See/Lac.
Courlevon telt 276 inwoners.
In 2016 ging de gemeente samen met Jeuss, Lurtigen en Salvenach op in Murten.

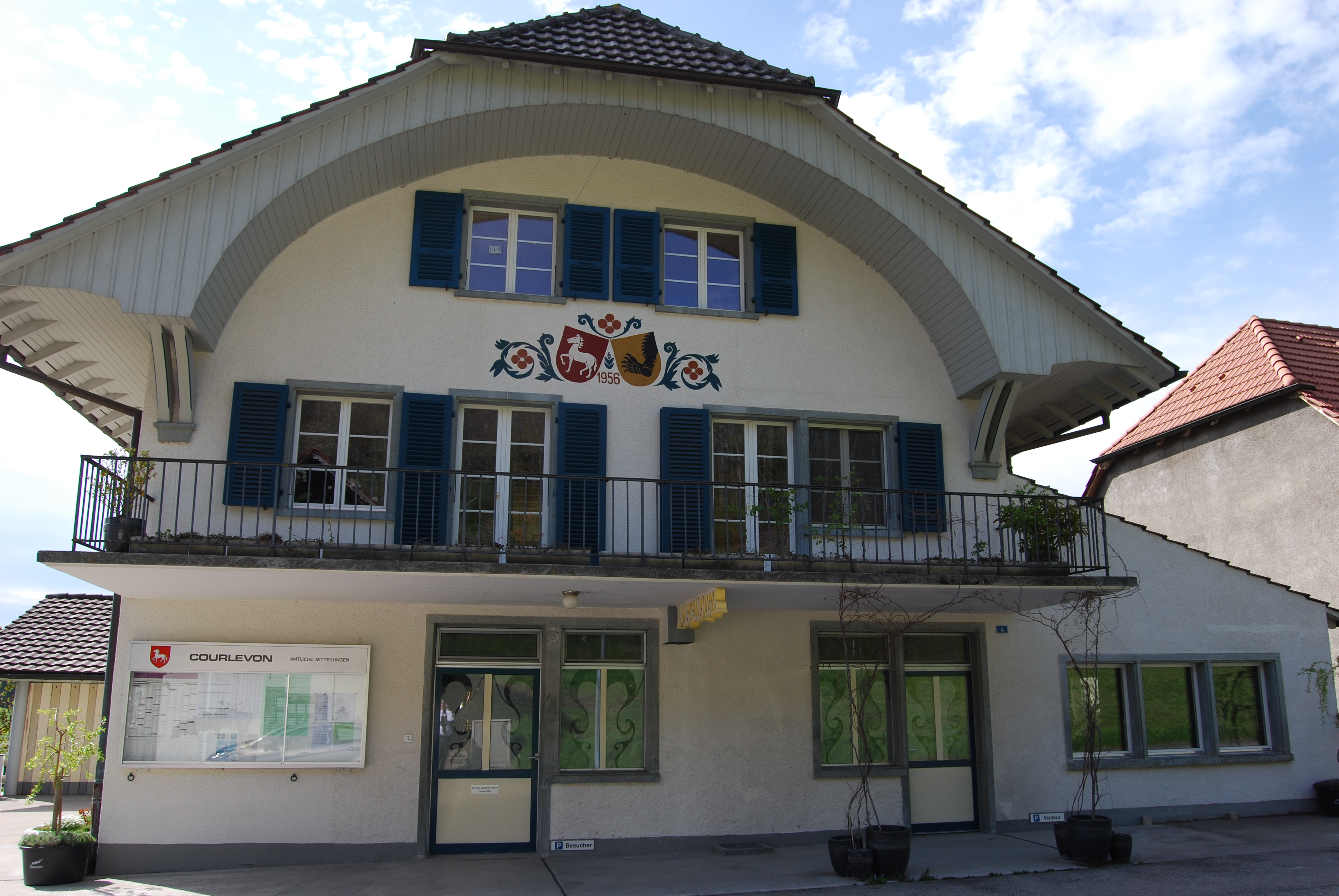
Courlivon